# Interim lipskie
Interim lipskie – dokument uchwalony 21 grudnia 1548 roku, z inicjatywy elektora Maurycego Wettyna, przez sejm Saksonii w Lipsku. Stanowił próbę porozumienia religijnego pomiędzy katolikami a ewangelikami, był rewizją Interim augsburskiego. 
Ogłoszenie Interim augsburskiego i nieudane próby jego wprowadzenia doprowadziły księcia Maurycego z Saksonii do trudnej sytuacji, gdyż z jednej strony był związany z ewangelikami, z drugiej zależało mu na dobrych stosunkach z cesarzem. Powierzył więc swoim teologom opracowanie nowego porozumienia, które opierałoby się na podstawach biblijnych i mogło zdobyć szerokie poparcie. Dokument głosił naukę ewangelicką, jednak dopuszczał możliwość ustępstw w sprawach stanowiących adiafora, jak bierzmowanie, niektóre święta itd.
Interim lipskie nigdy nie zostało opublikowane w całości, a obowiązywało tylko – i to częściowo – w Saksonii, jednak jego treść stała się znana i wzbudziła liczne kontrowersje. Krytykowano niejasno zarysowaną naukę o usprawiedliwieniu, a poczynione ustępstwa wobec strony katolickiej uważano za nadmierne. Ostatecznie pokój augsburski z 1555 roku zakończył próby porozumienia pomiędzy ewangelikami a katolikami.